# Cobre (Nevada)
Cobre é uma área não incorporada e cidade fantasma do condado de Elko, estado de Nevada, nos Estados Unidos. A cidade ficava localizada num ponto de interligação entre as linhas férreas  Southern Pacific Railroad e   Nevada Northern Railway.
A linha férrea Nevada Northern Raillay foi construída primariamente para servir às minas de cobre e à fundição próxima de Ely. Em 1910, Cobre atingiu o pico da população com um total de 60 habitantes.
Durante as décadas seguintes, a população de Cobre foi diminuindo lentamente devido à preferência dos viajantes pelo automóvel em relação ao comboio. Em 1937, a povoação foi chamada de cidade fantasma, apesar de ter vinte habitantes. O crescente abandono do caminho de ferro fez com que  Southern Pacific Railroad abandonasse a estação de Cobre em novembro de 1948. Na localidade, funcionou uma estação de correios entre 1906 e 1956.